# Fischer sucht Frau
Fischer sucht Frau ist ein deutscher Fernsehfilm aus dem Jahr 2018 der im Auftrag der ARD-Degeto von der Wiedemann & Berg Filmproduktion für Das Erste produziert wurde. Regie führte Sinan Akkuş, das Drehbuch schrieb Judith Westermann. Der Film wurde 2018 beim Filmfest Hamburg uraufgeführt und im Rahmen der Reihe Endlich Freitag im Ersten erstausgestrahlt. Die Hauptfigur Alex muss darin notgedrungen aus Hamburg in seinen ehemaligen Heimatort, das fiktive abgelegene Fischerdorf Stresund an der Ostsee zurückkehren, um die Pflege seines Vaters Fred zu klären – beide haben seit Jahren keinen Kontakt mehr.

## Handlung
Vor Jahren hat Alex den Kontakt zu seinem Vater Fred im Streit abgebrochen und ist von seinem Heimatort Stresund, einem kleinen Fischerdorf an der Ostsee, nach Hamburg gezogen. Gerade als es für den IT-Profi dort beruflich richtig gut läuft und dieser mit seinem Freund Stefan ein eigenes IT-Unternehmen gründen will, ändert ein Brief vom Sozialamt alles. Die Behörde fordert ihn darin auf, ab sofort für die Pflege und den Unterhalt seines Vaters aufzukommen, der nach einem Unfall im Rollstuhl sitzt. Da Alex aber gerade jetzt sein Erspartes dringend für die Firmengründung benötigt und obendrein auch nicht einsieht, für seinen Vater zu zahlen, fährt er zurück in seine alte Heimat, um die Angelegenheit zu regeln. Dort wird er aber nicht nur mit der Vergangenheit konfrontiert – nein, auch sein Vater scheint sich kein Stück geändert zu haben. Im Gegenteil, noch übelgelaunter als früher braucht es nicht lange und die beiden haben wieder Streit. Da Fred seinen Pfleger vergrault hat, allein aber völlig hilflos ist, muss Alex dennoch erst einmal dessen Aufgaben übernehmen. Grundsätzlich bestätigt in der Haltung, sein Geld nicht für die Pflege des Vaters zu opfern, hat er vor, das Elternhaus zu verkaufen und den Alten ins Pflegeheim abzuschieben, womit dieser natürlich alles andere als einverstanden ist.
Schwieriger als erwartet gestaltet sich auch der Verkauf des Elternhauses. Der demografische Wandel hat seine Spuren hinterlassen und mit dem abgelegenen Fischerdorf geht es bergab. Insbesondere an Frauen fehlt es im Ort – ein Aspekt, der bei den eigenbrötlerischen Fischern nachhaltige Spuren hinterlassen hat. Einzig Marie, die ehemalige Jugendliebe von Alex, ist noch zu haben, will sich aber auf keinen der „attraktiven“ Junggesellen einlassen. Nicht ganz uneigennützig, schließlich will er ja das Elternhaus gewinnbringend verkaufen, hilft Alex seinen alten Freunden und organisiert ein Speeddating, um so Frauen anzulocken und Stresund für Neubürger attraktiv zu machen. Die Idee lockt tatsächlich heiratswillige Großstädterinnen an, die beim ersten Kontakt mit den Fischern aber sofort wieder flüchten, als diese ungewaschen und in gewohnter Arbeitskleidung auftauchen und kaum ein Wort herausbringen. Also fährt Alex mit den maulfaulen Fischern auch noch Klamotten kaufen und gibt ihnen Flirt-Unterricht, was sich letztendlich auszahlt. So eingebunden in das Geschehen und im ständigen Kontakt mit der Vergangenheit, fühlt sich Alex immer mehr am rechten Platz und Hamburg rückt in den Hintergrund. Als er erfährt, dass sein Vater durch den Unfall in Wirklichkeit querschnittsgelähmt ist und für immer auf Hilfe angewiesen sein wird, was ihm Fred bislang verschwiegen hat, nähern sich Vater und Sohn langsam wieder an. Fred ist sogar plötzlich mehr als einsichtig, stimmt dem Verkauf des Hauses zu, will freiwillig ins Pflegeheim ziehen und ermutigt Alex, sein Leben in Hamburg zu führen.
Kaum ist ein Käufer für das Haus gefunden und Alex fast schon wieder auf dem Weg nach Hamburg, stürzt sein Vater im Haus die Treppe hinunter und wird schwer verletzt ins Krankenhaus eingeliefert. Dort kommt es letztendlich zur echten Versöhnung zwischen beiden und Alex sieht ein, dass sein Platz hier beim Vater und seinen Freunden ist. Der Verkauf des Hauses wird rückgängig gemacht und der Ausbau einer Ferienwohnung darin soll zukünftig die Pflege des Vaters finanziell unterstützen. Jugendliebe Marie ist wieder an Alex’ Seite und inzwischen haben es auch die Fischer im entscheidenden Moment sogar ohne seine Hilfe geschafft, sich eine Partnerin beziehungsweise einen Partner zu „angeln“ – Fischer Ole merkt, dass er auf Männer steht.

## Hintergrund

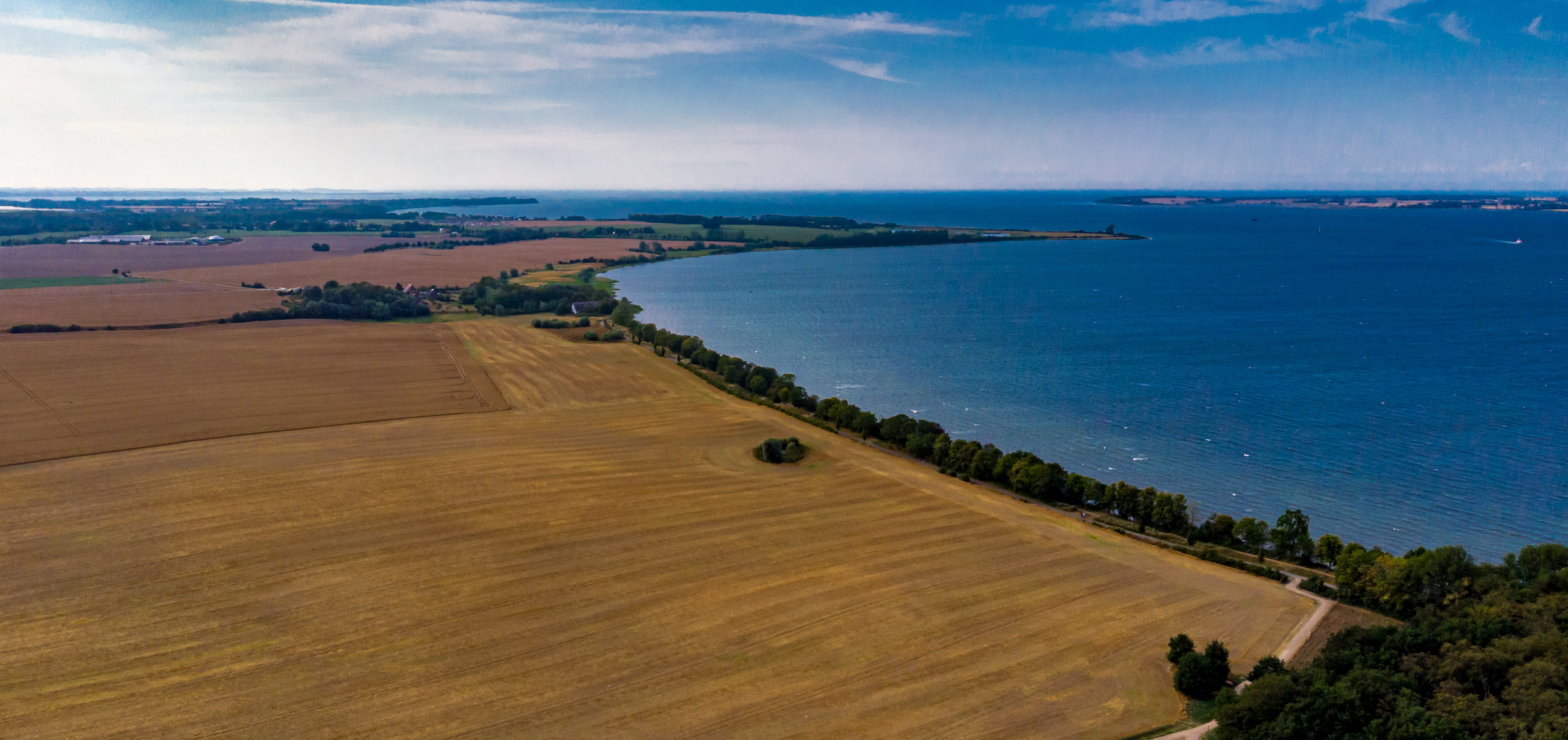
Hoben in der Wismarer Bucht – Einer der Drehorte

Fischer sucht Frau wurde im Zeitraum vom 26. September bis 27. Oktober 2017 u. a. in Hamburg, Wismar, Timmendorf (Poel), Geesthacht, Dassow und Hoben gedreht.
Regisseur Sinan Akkus hat einen Cameo-Auftritt als Hauskäufer.

## Filmmusik (Auswahl)
- Passenger – Let her go[4]
- Portugal. The Man – Feel it still[4]
- Hildegard Knef – Für dich soll’s rote Rosen regnen[4]
- Connie Francis – Where the Boys are[4]
- Tim Neuhaus – As Life found you[4]

## Rezeption

### Einschaltquoten
Die Erstausstrahlung des Films sahen am 4. Oktober 2019 auf Das Erste zur Hauptsendezeit um 20.15 Uhr 4,58 Millionen Zuschauer, was einem Marktanteil von 15,5 % entspricht.

### Kritiken
„Auch wenn einem die Dramaturgie vertraut vorkommt, ist diese Komödie kein schlichter Unterhaltungsfilm für die Ü60-Zuschauer. Gute-Laune-Szenen wechseln mit Momenten ernsthafter Gefühle. Die Geschichte besitzt einen tragischen Unterboden und sie entwickelt zugleich einen enormen komödiantischen Wohlfühlflair. Auch die Inszenierung  überzeugt, die Besetzung ist sympathisch, frisch, und Sebastian Fräsdorf trägt den Film.“
„Autorin Judith Westermann („Zimmer mit Stall – Berge versetzen“) hat den Fischern, allesamt tragende Nebenfiguren, Typenmerkmale und Sätze ins Drehbuch geschrieben, die mit der falschen Besetzung ins Peinliche hätten kippen können, aber mit Schauspielern, deren Gesichter man vielleicht schon mal gesehen hat, deren Namen aber kaum einem Zuschauer geläufig sind, gelingt ein augenzwinkernder Authentizitätseffekt, den man sich gern gefallen lässt.“
– Rainer Tittelbach auf Tittelbach.tv
„Regisseur Sinan Akkus [...]  Sein jüngstes Werk zeichnet sich vor allem durch die Führung der Darsteller aus, zumal das Ensemble vorzüglich zusammengestellt worden ist. Die Fischerfiguren mögen an sich klischeehaft sein, ergeben als Gruppe jedoch ein homogenes Bild. Die Schauspieler sind kaum bekannt, machen ihre Sache aber vorzüglich: Juri Senft als maritimer Lyriker Lüthi, Stefan Lampadius als sein etwas begriffsstutziger Partner Fitje und schließlich David Simon als Alex’ alter Kumpel Ole, der aus gutem Grund noch nie was mit einer Frau hatte.“
„Ein besonders beliebtes Handlungsmuster ist die Rückkehr eines Mannes oder einer Frau in die einstige Heimat irgendwo auf dem Land. Spätestens der zweite Mensch, der ihnen über den Weg läuft, ist die Jugendliebe. Zwar flammen alsbald die alten Gefühle wieder auf, aber vor dem Happy End muss sich die heimgekehrte Person der Liebe erst als würdig erweisen. Fischer sucht Frau variiert dieses Schema immerhin auf originelle Weise.“
– Tilmann P. Gangloff auf evangelisch.de
„Schön, dass RTL vor Jahren einmal die Kuppelreihe Bauer sucht Frau im Fernsehen salonfähig machte. Denn jetzt hat die ARD mit der Komödie Fischer sucht Frau eine Antwort darauf gefunden. Zumindest über 90 Minuten Länge.“
„Der Film von Autorin Judith Westermann und Regisseur Sinan Akkus gerät nach anfänglichem, hoffnungsvollen Schwung dann mit der Bewegungsarmut des dörflichen Umfelds dann auch etwas ungewollt in eine etwas träge Slow Motion, weil auch das Speed Dating einen langen Anlauf braucht und den Zuschauer nicht unbedingt fantasievoll mitnimmt.“
– Stern.de

## Auszeichnungen und Nominierungen
- 2018: Nominierung für den Hamburger Produzentenpreis für Deutsche Fernsehproduktionen beim Filmfest Hamburg für Quirin Berg, Nanni Erben und Max Wiedemann